# جائزة إم تي في لأفضل شرير

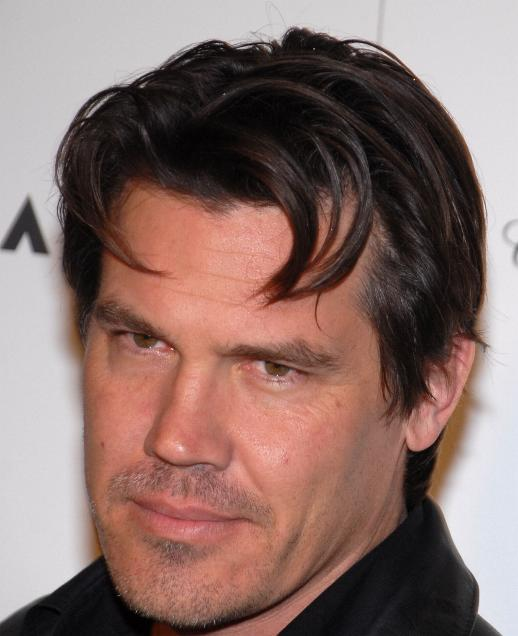
الممثل جوش برولين، الذي كان مرشحاً لجائزة "إم تي في" لأفضل شرير عن دور ثانوس في فيلم Avengers: Infinity War لعام 2018. شخصية ثانوس، التي يجسدها برولين باستخدام تقنية التقاط الحركة، تركت أثراً كبيراً في الثقافة الشعبية بفضل عمق الشخصية والصراع الداخلي الذي جسّده برولين، مما جعله أحد أبرز الأشرار في أفلام السوبرهيروز الحديثة. على الرغم من عدم فوزه بالجائزة، إلا أن ترشيحه يعكس مدى إعجاب الجمهور والنقاد بأدائه القوي في هذا الدور.

جائزة إم تي في لأفضل شرير هي جائزة من جوائز إم تي في للأفلام تقدم للممثليين عن أدورائهم في مشاهد الشر والأشرار وتوزع ضمن حفل تكريم.
تم إعادة تسمية الجائزة في العام 2013 باسم أفضل حقيبة قذارة على الشاشة قبل أن سعاد تسميتها مجددا لنفس الأسم السابق. أثنين من الحاصلين على هذه الجائزة وهما دينزل واشنطن وهيث ليدجر قد حصلو على جائز جائزة الأوسكار.